# Alex Baumann (Bobfahrer)
Alex Baumann (* 9. März 1985) ist ein ehemaliger Schweizer Bobsportler.

## Karriere
Nach einem 100-Meter-Lauf bei einem Leichtathletik-Meeting im Jahr 2006 in Herisau wurde Baumann angesprochen, ob er Interesse daran hätte, als Bremser im Bobsport zu arbeiten. Baumann nahm das Angebot an und begann wenig später mit dem Piloten Beat Hefti zu trainieren. Mit Beat Hefti arbeitete er bis 2010 zusammen, dann wechselte er zu Rico Peter, einem weiteren Schweizer Piloten. Die beiden gewannen im Zweier die Schweizer-Meisterschaft. Im Jahr 2012 wechselte Baumann zu Hefti zurück. Bei den Olympischen Winterspielen im Jahr 2014 durfte er mit Hefti an den Start, obwohl Heftis Stammbremser Thomas Lamparter auch startbereit gewesen wäre. Das Team gewann die Silbermedaille im Zweierbob.
Im Juni 2016 zog sich Baumann beim Training für die neue Saison eine Adduktoren-Verletzung zu, sodass er knapp vier Monate ausfiel. Im August 2016 wurde sein Wechsel in das Team des Piloten Rico Peter bekannt gegeben, mit dem er bereits 2011 zusammengearbeitet hatte. Als Gründe nannte Baumann unter anderem die Ambitionen des Viererbobs des Piloten Peters. Im Dezember 2016 gewann der wieder genesene Baumann mit Rico Peter den Schweizer Meistertitel im Zweierbob. Auf der Bahn in St. Moritz schlugen Baumann und Peter den Zweierbob um Piloten Beat Hefti um 79 Hundertstel.
Am 24. November 2017 gab das Internationale Olympische Komitee (IOC) bekannt, dass der russische Bobfahrer Alexander Subkow für seine Dopingvergehen von der Teilnahme an Olympischen Spielen ausgeschlossen wird. Zudem wurden ihm alle an den Olympischen Winterspielen in Sotschi gewonnenen Medaillen aberkannt. Im März 2019 wurden Hefti und Baumann schliesslich der Olympiasieg nachträglich zugesprochen.
2018 beendete er seine Karriere.